# Adam Marsh
Adam Marsh (Adam de Marisco) (diocese de Bath, Somerset, c. 1200 – 18 de novembro de 1259) foi um franciscano, acadêmico e teólogo inglês. Marsh se tornou, depois de Roberto Grosseteste, “...o mais eminente mestre da Inglaterra”.

## Biografia
Ele nasceu por volta de 1200, na diocese de Bath e foi educado em Oxford (Greyfriars) com o famoso Roberto Grosseteste. Antes de 1226, Marsh recebeu o benefício eclesiástico de Wearmouth de seu tio, Ricardo Marsh, bispo de Durham, mas por volta de 1230, entrou para a ordem franciscana na abadia de Worcester.
Por volta de 1238, tornou-se leitor da casa franciscana em Oxford e, em poucos anos, foi considerado pela província inglesa dessa ordem como um líder intelectual e espiritual. Roger Bacon, seu aluno, fala muito bem de suas realizações em teologia e matemática. Segundo Salimbene, na década de 1240, Marsh assistiu às palestras de Humilis de Milão sobre o Livro de Isaías e o Evangelho segundo Marcos. Um leitor chamado Stephen, por sua vez, usou o lectione de Oxford de Marsh sobre o Gênesis em suas tarefas. Marsh era um conhecido próximo e correspondente do teólogo francês Tomás Galo.
Sua fama, no entanto, se baseia na influência que exerceu sobre os estadistas de sua época. Como bispo de Lincoln, Grosseteste confiava na opinião de seu amigo em relação às nomeações eclesiásticas na diocese, já que “Marsh conhecia todo mundo”. Consultado como diretor espiritual por Simão de Montfort, pela condessa de Leicester e pela rainha, e como advogado e teólogo especialista pelo primaz Bonifácio de Saboia, ele fez muito para orientar a política tanto da oposição quanto do partido da corte em todos os assuntos que afetavam os interesses da Igreja. Ele evitava o cargo e nunca se tornou superior provincial dos franciscanos ingleses, embora fosse constantemente encarregado de comissões responsáveis. Henrique III e o arcebispo Bonifácio tentaram, sem sucesso, assegurar-lhe a sé episcopal de Ely em 1256. Em 1257, a saúde de Marsh ficou debilitada, e ele morreu em 18 de novembro de 1259.
A julgar por sua correspondência, ele não tinha interesse em política secular. Simpatizava com Montfort como um amigo da Igreja e um homem injustiçado; mas, às vésperas da revolução baronial, ele mantinha relações amistosas com o rei. Fiel às tradições de sua ordem, ele ambicionava ser um mediador. Ele repreendeu ambos os partidos do Estado por suas deficiências, mas não rompeu com nenhum deles.

## Publicações
Nenhuma das obras teológicas de Adam sobreviveu. Seus únicos escritos existentes são uma coleção de mais de 200 de suas cartas compiladas por colegas franciscanos após sua morte. Essa coleção mostra a grande variedade de seus correspondentes, incluindo Roberto Grosseteste (cuja própria coleção também inclui várias cartas para Adam), William de Nottingham (ministro provincial da Inglaterra), Simon de Montfort e sua esposa Leonor, Boaventura e a esposa de Henrique III, a Rainha Leonor. Suas cartas, escritas em latim altamente estilizado, conforme as regras da ars dictaminis, muitas vezes serviam para promover sua visão teológica, especialmente com relação ao trabalho pastoral da Igreja e seu senso urgente de sua necessidade de correção e reforma. Suas cartas também respondem frequentemente a solicitações de aconselhamento espiritual, oferecendo exortação e admoestação.